# Erzbistum Reims
Das Erzbistum Reims (lateinisch Archidioecesis Remensis) ist ein im Nordosten Frankreichs gelegenes Erzbistum der römisch-katholischen Kirche mit Sitz in Reims. Das Bistumsgebiet umfasst das Arrondissement Reims und das Département Ardennes.

## Geschichte

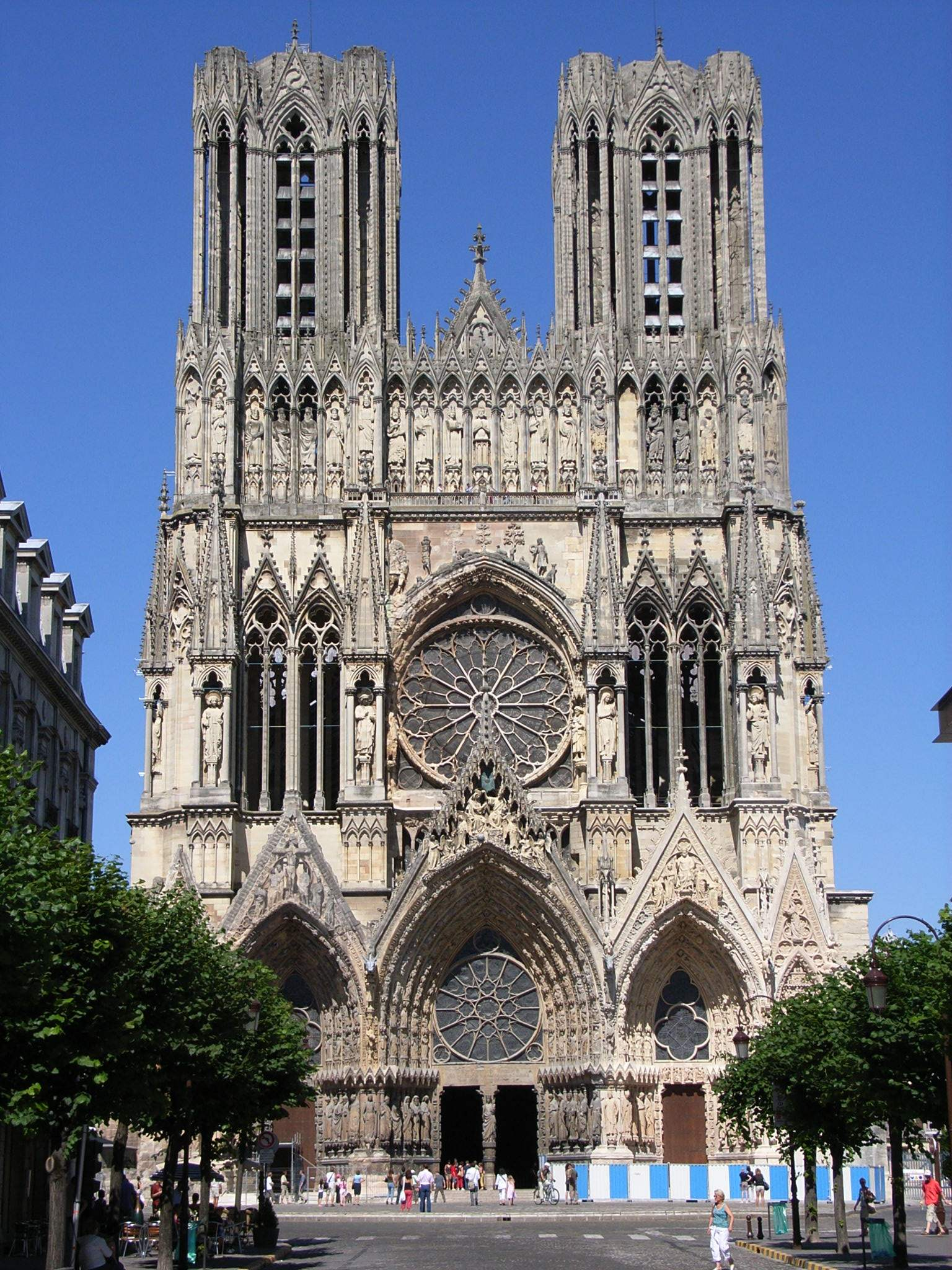
Die Kathedrale von Reims

Die Gegend um Reims wurde in spätrömischer Zeit christianisiert und die Stadt zum Bischofssitz erklärt. Der erste Bischof, Sixtus von Reims, war der Legende nach Römer und Schüler des Apostels Petrus, der ihn zum ersten Erzbischof von Reims ernannt und im Jahr 57 entsandt habe. Angeblich ist Sixtus am 1. September 67 gestorben. Dabei dürfte es sich jedoch nur eine Fiktion handeln, die eine apostolische Sukzession postuliert. Wahrscheinlich lebte Sixtus etwa in der Mitte des 3. Jahrhunderts.
Um 401 wurde von Bischof Nicasus eine Kirche erbaut; der spätere Heilige kam beim Sturm der Vandalen auf die Stadt im Jahr 406 ums Leben. In der Kathedrale der Stadt wurde zwischen 497 und 499 Chlodwig I. durch Bischof Remigius getauft, was entscheidend für den Aufbau des Frankenreiches wurde. Die Bedeutung der Stadt, dessen Bischof Tilpin (748–795) die Erzbischofswürde erlangte, zeigt sich auch darin, dass sie bei den merowingischen Reichsteilungen Residenz eines Teilreichs war. Im 10. Jahrhundert war der Erzbischof Adalbero von Reims maßgeblich daran beteiligt, dass die französische Regentschaft vom Haus der Karolinger auf die Kapetinger überging. Er sorgte, gemeinsam mit Gerbert von Aurillac, auch dafür, dass die Stadt mit ihrer Kathedralschule zu einem intellektuellen Zentrum des Frühmittelalters wurde. 1023 erhielt der Erzbischof den Titel eines Grafen von Reims.
Die Kathedrale von Reims wurde 1212 unter dem Erzbischof Alberic de Humbert nach den Plänen Roberts de Coucy begonnen und im 14. Jahrhundert bis auf die Türme, die nur zwei Drittel der projektierten Höhe von 120 Meter erhalten hatten, vollendet. Seit 1179 wurden hier alle französischen Könige (mit Ausnahme Heinrichs IV. und Ludwigs XVIII.) gekrönt.
Die Entwicklung der Stadt Reims und seines Bürgertums führten zu Auseinandersetzungen mit dem Erzbischof, die 1361 durch den König beendet wurden, indem er die Stadt unter seine Herrschaft brachte. Der Erzbischof musste sich mit dem reinen Titel zufriedengeben, jetzt dem eines Herzogs von Reims, der ihn aber auch zu einem der fünf geistlichen Pairs von Frankreich machte.
Erzbischof Regnault de Chartres war Kanzler von Frankreich 1425–1445 und vertrat Karl VII. bei den Verhandlungen zum Vertrag von Arras (1435).
In den Hugenottenkriegen standen Stadt und Erzbischof auf Seiten der Katholischen Liga, unterwarfen sich aber 1590 König Heinrich IV.
Von 1574 (als Geschenk des Kardinals Karl von Lothringen) bis zur französischen Revolution befand sich in der Kathedrale von Reims das mit Goldblech überzogene und mit Edelsteinen verzierte sogenannte Reimser Evangelienbuch, auf welches die Könige den Eid ablegten.
1777 wurde Alexandre Angélique de Talleyrand-Périgord zum Erzbischof von Reims geweiht. 1789 war Talleyrand einer der Vertreter des Klerus in den Generalständen. 1790 ging Talleyrand ins Exil, das der emigré nacheinander in Aachen, Weimar und Braunschweig verbrachte. Talleyrand, der die Auflösung des Erzbistums im Konkordat von 1801 und die Aufteilung auf die Diözesen Meaux und Metz ablehnte, blieb bis nach der bourbonischen Restauration 1815 in seinem Amt, das er erst am 8. November 1816 ablegte. Während der „Herrschaft der Hundert Tage“, Napoleons kurzzeitiger Rückkehr an die Macht, folgte Talleyrand, ein Befürworter der bourbonischen Monarchie, Ludwig XVIII. ins Exil nach Gent. Am 28. Juli 1817 wurde Talleyrand zum Kardinal ernannt und am 1. Oktober 1817 wurde er Erzbischof von Paris.
Mit dem Konkordat von 1817 war vereinbart worden, die Erzdiözese Reims neu zu errichten. Jean-Charles de Coucy wurde zeitgleich am 1. Oktober 1817 zum neuen Erzbischof von Reims ernannt. Die offizielle Wiederherstellung des Erzbistums erfolgte zum 6. Oktober 1822. Die Bistümer Amiens und Soissons wurden 1821, Châlons-sur-Marne und Beauvais 1822 Reims als Suffraganbistümer zugeordnet. Während des Ersten Weltkriegs erlangte Kardinal Louis Luçon (Erzbischof 1906–1930) weite Bekanntheit, als er in Erwartung der Zerstörung seiner Kathedrale demonstrativ in Reims blieb.
Aktueller Erzbischof ist seit 18. August 2018 Éric de Moulins-Beaufort.
1. Suffragansitze bis 1801:
  1. Bistum Amiens
  2. Bistum Beauvais
  3. Bistum Boulogne
  4. Bistum Châlons
  5. Bistum Laon
  6. Bistum Noyon
  7. Bistum Senlis
  8. Bistum Soissons
2. Suffragansitze von 1822 bis 2002:
  1. Bistum Amiens
  2. Bistum Beauvais
  3. Bistum Châlons
  4. Bistum Soissons
3. Suffragansitze seit 2002:
  1. Bistum Amiens
  2. Bistum Beauvais
  3. Bistum Châlons
  4. Bistum Langres
  5. Bistum Soissons
  6. Bistum Troyes